# Алкаптонурија
Алкаптонурија или хомогентизинска ацидурија је редак конгенитални дефект у претварању хомогентизинске киселине у ацетосирћетну киселину, па се мокраћом излучују велике количине хомогентизинске киселине.

## Етиологија
Алкаптонурија је урођени поремећај који се наслеђује аутозомно рецесивно. Болест се развија као последица недостатка ензима оксидазе, који разграђује хомогентизинску киселину у организму. У веома ретким случајевима болест се преноси на аутозомно доминантан начин, при чему је абнормална копија HGD једног од родитеља везана са алкаптонуријом; могуће је да су други механизми или дефекти других гена одговорни за те случајеве.

## Клиничка слика
Током живота хомогентизинска киселина се депонује у тетивама и хрскавицама као смеђи пигмент узрокујући карактеристичан дегенеративни артритис и пигментацију ушних шкољки, носa, склера и ноктију. Ова појава се назива охроноза, јер се пигмент при хистолошком испитивању боји жуто. Главне тегобе болесника су болови у зглобовима (најчешће у зглобовима кука, колена, рамена и кичменог стуба). Болови настају као последица дегенеративних промена.

## Дијагноза
Заснива се на клиничком снимању и лабораторијској анализи. Свежа мокраћа је нормалне боје, али када је на ваздуху она потамни, а кад се тој мокраћи дода алкалија, постаје црна. Тест редукције Бенедиктовим раствором је јако позитиван.

## Терапија
Етиолошка (каузална) терапија не постоји. Лечење се састоји у смањеном уносу протеина са циљем да се што више редукује стварање хомогентизинске киселине и спречи или успори настајање охронозе.
Проблеми са зглобовима код овог поремећаја лече се симптоматском терапијом. Дају се и фармаколошке дозе витамина Ц.

## Прогноза
Иако алкаптонурија не утиче битно на очекивани животни век, последња студија из 1985. то оповргавају. Главни утицај болести је на квалитет живота; многи људи са алкаптонуријом имају онемогућавајуће симптоме као што су бол, лош сан и симптоми поремећаја дисања. Тегобе углавном почињу у четвртој деценији живота. Типична старост која захтева операцију (замене зглоба) је 50 —— 55 година.